# Eclipse Public License
Eclipse Public License（エクリプスパブリックライセンス、EPL）は、オープンソースのソフトウェアのライセンスの1つで、Eclipse Foundationにより、そのソフトウェアであるEclipseなどのために使用されている。EPLは、IBMのCommon Public License (CPL) の派生であり、特許の訴訟に関するいくつかの用語を変更している。

## 概要
Eclipse Public License (EPL) は、ビジネス向けの自由ソフトウェアライセンスの1つとして設計され、GPLなどの同時期のライセンスより、提供の際のコピーレフト性が弱められている。EPLライセンスされたプログラムの受領者は、使用・修正・コピーや、修正したバージョンの配布ができる。しかし、修正したバージョンを配布する場合はソースコードの入手方法を示すなどの義務が生じる。
EPLはOpen Source Initiative (OSI) によって承認されFree Software Foundation (FSF) によって「自由ソフトウェアライセンス」の1つと認められている。

## CPLとの比較
EPLはCPLをベースとしているが、2つのライセンスの間には以下のいくつかの相違がある。
- EPLでの同意管財人は、「IBM」から「The Eclipse Foundation」に置き換えられている
- EPLでの特許条項は、CPLの7節から、一部を削除されている[4]